# منتخب تركيا لكرة الماء للسيدات
منتخب تركيا لكرة الماء للسيدات (بالتركية: Türkiye kadın millî sutopu takımı)‏ هو ممثل تركيا الرسمي في المنافسات الدولية في كرة الماء للسيدات
.